# Atletica leggera ai Giochi della XXXIII Olimpiade - 5000 metri piani femminili
Ai Giochi della XXXIII Olimpiade la competizione dei 5 000 metri piani femminili si è svolta nei giorni 2 e 5 agosto 2024 presso lo Stade de France di Parigi.

## Presenze ed assenze delle campionesse in carica
| Competizione         | Atleta            | Prestazione | Parigi 2024     |
| -------------------- | ----------------- | ----------- | --------------- |
| Olimpiadi 2020       | Sifan Hassan      | 14'36"79    | Presente        |
| Africani 2022        | Beatrice Chebet   | 15'30”15    | Presente        |
| Commonwealth 2022    | Beatrice Chebet   | 14'38”21    | Presente        |
| Asiatici 2022        | Parul Chaudhary   | 15'14”75    | Solo 3000 siepi |
| Mondiali 2023        | Faith Kipyegon    | 14'53”88    | Presente        |
| Europei 2024         | Nadia Battocletti | 14'35”29    | Presente        |
| Mondiali junior 2022 | Medina Eisa       | 15'29”71    | Presente        |

## La gara
Nella prima batteria guidano a lungo il gruppo le atlete giapponesi Yuma Yamamoto (fino ai 3200 metri) e Nozomi Tanaka (fino ai 4700 metri). A 300 metri dal traguardo Faith Kipyegon (Kenya, campionessa del mondo in carica sulla distanza e primatista mondiale dei 1500 metri)
prende il comando e lo mantiene fino al traguardo. Sifan Hassan (campionessa olimpica in carica di 5000 m e 10000 m) arriva seconda con lo stesso tempo di Nadia Battocletti. Si qualificano le due keniote, le due etiopiche (tra cui  Gudaf Tsegay, detentrice del record mondiale) e le due statunitensi in gara. Rimangono fuori invece le giapponesi.
Nella seconda batteria, Esther Chebet (Uga) prende il comando alla partenza della gara. Dai 2000 metri in poi, Isobel Batt-Doyle e Beatrice Chebet iniziarono a lottare per il primo posto. All'ultimo giro, Karoline Bjerkeli Grøvdal prende il comando e lo mantiene fino al rettilineo finale, quando viene superata da tre atlete: Beatrice Chebet (Ken), che taglia il traguardo per prima, Medina Eisa (19enne etiope), seconda, e Rose Davies (Aus) terza.
Alla finale partecipano tre keniote, tre etiopiche e tre statunitensi. La gara si svolge con un gruppo di atlete che si alternano nelle posizioni di testa. A 500 metri dal traguardo Faith Kipyegon accelera improvvisamente: si forma un terzetto in testa alla corsa di keniote, seguite dalle tre etiopi. Al suono della campanella un ulteriore strappo. Le etiopi si staccano: rimangono intesta Faith Kipyegon e Beatrice Chebet. Dal gruppo rinviene Sifan Hassan che va alla caccia delle due fuggitive per tutto il rettilineo opposto a quello d'arrivo. Ai 200 metri è stabilmente terza, mentre tra Chebet e Kipyegon scatta la volata per la medaglia d'oro. La Chebet supera la connazionale e coglie l'oro.
Faith Kipyegon è stata successivamente squalificata per aver ostacolato Gudaf Tsegay. Dopo un ricorso presentato dalla Federazione keniota, la medaglia d'argento è stata confermata.

### Nuovi record
Nel corso della competizione è stato stabilito un nuovo record nazionale:
- 14'31”64: Nadia Battocletti (Italia), Finale;

## Risultati

### Batterie
I primi otto atleti di ogni batteria (Q) si qualificano alla finale.

#### Batteria 1
| Posizione | Atleta             | Nazionalità | Tempo    | Note |
| --------- | ------------------ | ----------- | -------- | ---- |
| 1         | Faith Kipyegon     | Kenya       | 14'57"56 | Q    |
| 2         | Sifan Hassan       | Paesi Bassi | 14'57"65 | Q    |
| 3         | Nadia Battocletti  | Italia      | 14'57"65 | Q    |
| 4         | Margaret Kipkemboi | Kenya       | 14'57"70 | Q    |
| 5         | Gudaf Tsegay       | Etiopia     | 14'57"84 | Q    |
| 6         | Ejgayehu Taye      | Etiopia     | 14'57"97 | Q    |
| 7         | Elise Cranny       | Stati Uniti | 14'58"55 | Q    |
| 8         | Karissa Schweizer  | Stati Uniti | 14'59"64 | Q    |
| 9         | Nozomi Tanaka      | Giappone    | 15'00"62 |      |
| 10        | Marta García       | Spagna      | 15'08"87 |      |
| 11        | Mariana Machado    | Portogallo  | 15'23"26 |      |
| 12        | Belinda Chemutai   | Uganda      | 15'23"90 |      |
| 13        | Lauren Ryan        | Australia   | 15'29"35 |      |
| 14        | Hanna Klein        | Germania    | 15'31"85 |      |
| 15        | Lisa Rooms         | Belgio      | 15'37"55 |      |
| 16        | Agate Caune        | Lettonia    | 15'38"19 |      |
| 17        | Yuma Yamamoto      | Giappone    | 15'43"67 |      |
| 18        | Alma Delia Cortes  | Messico     | 15'45"33 |      |
| 19        | Briana Scott       | Canada      | 15'47"30 |      |
| 20        | Ankita Dhyani      | India       | 16'19"38 |      |
|           | Joy Cheptoyek      | Uganda      | 16'19"38 | dns  |

#### Batteria 2
| Posizione | Atleta                    | Nazionalità | Tempo    | Note                                     |
| --------- | ------------------------- | ----------- | -------- | ---------------------------------------- |
| 1         | Beatrice Chebet           | Kenya       | 15'00"73 | Q                                        |
| 2         | Medina Eisa               | Etiopia     | 15'00"82 | Q                                        |
| 3         | Rose Davies               | Australia   | 15'00"86 | Q                                        |
| 4         | Karoline Bjerkeli Grøvdal | Norvegia    | 15'01"14 | Q                                        |
| 5         | Francine Niyomukunzi      | Burundi     | 15'01"42 | Q                                        |
| 6         | Whittni Morgan            | Stati Uniti | 15'02"14 | Q                                        |
| 7         | Nathalie Blomqvist        | Finlandia   | 15'02"75 | Q                                        |
| 8         | Joselyn Daniely Brea      | Venezuela   | 15'02"89 | Q                                        |
| 9         | Isobel Batt-Doyle         | Australia   | 15'03"64 |                                          |
| 10        | Maureen Kosteer           | Paesi Bassi | 15'03"66 |                                          |
| 11        | Laura Galvan              | Messico     | 15'05"20 | Miglior prestazione personale stagionale |
| 12        | Klara Lukan               | Slovenia    | 15'09"61 |                                          |
| 13        | Esther Chebet             | Uganda      | 15'10"46 |                                          |
| 14        | Parul Chaudhary           | India       | 15'10"68 | Miglior prestazione personale stagionale |
| 15        | Samiyah Hassan Nour       | Gibuti      | 15'13"63 |                                          |
| 16        | Federica Del Buono        | Italia      | 15'15"54 |                                          |
| 17        | Sarah Madeleine           | Francia     | 15'18"62 |                                          |
| 18        | Viktória Wagner-Gyürkés   | Ungheria    | 15'48"24 |                                          |
| 19        | Wakana Kabasawa           | Giappone    | 15'50"86 |                                          |
| 20        | Jodie McCann              | Irlanda     | 15'55"08 |                                          |

### Finale

Video della Finale (commento in italiano)

| Record mondiale      | Gudaf Tsegay       | 14'00"21 | Eugene         | 17 settembre 2023 |
| Record olimpico      | Vivian Cheruiyot   | 14'26"17 | Rio de Janeiro | 19 agosto 2016    |
| Capolista stagionale | Tsigie Gebreselama | 14'18"76 | Eugene         | 25 maggio 2024    |

Lunedì 5 agosto, ore 21:15.
| Posizione | Nome                      | Nazionalità | Tempo    | Note                                     |
| --------- | ------------------------- | ----------- | -------- | ---------------------------------------- |
|           | Beatrice Chebet           | Kenya       | 14'28"56 |                                          |
|           | Faith Kipyegon            | Kenya       | 14'29"60 | Miglior prestazione personale stagionale |
|           | Sifan Hassan              | Paesi Bassi | 14'30"61 | Miglior prestazione personale stagionale |
| 4         | Nadia Battocletti         | Italia      | 14'31"64 | Record nazionale                         |
| 5         | Margaret Kipkemboi        | Kenya       | 14'32"33 | Miglior prestazione personale stagionale |
| 6         | Ejgayehu Taye             | Etiopia     | 14'32"98 |                                          |
| 7         | Medina Eisa               | Etiopia     | 14'35"43 |                                          |
| 8         | Karoline Bjerkeli Grøvdal | Norvegia    | 14'43"21 |                                          |
| 9         | Gudaf Tsegay              | Etiopia     | 14'45"21 | Miglior prestazione personale stagionale |
| 10        | Karissa Schweizer         | Stati Uniti | 14'45"57 |                                          |
| 11        | Elise Cranny              | Stati Uniti | 14'48"06 |                                          |
| 12        | Rose Davies               | Australia   | 14'49"67 |                                          |
| 13        | Nathalie Blomqvist        | Finlandia   | 14'53"10 |                                          |
| 14        | Whittni Morgan            | Stati Uniti | 14'53"57 | Miglior prestazione personale            |
| 15        | Joselyn Daniely Brea      | Venezuela   | 15'17"04 |                                          |
| 16        | Francine Niyomukunzi      | Burundi     | 15'22"40 |                                          |